# كارينا أكسيلسون
كارينا، أميرة ساين-فيتغنشتاين-بيرلبورغ (ولدت كارينا أكسلسون في 5 أغسطس 1968) هي مؤلفة أمريكية وعارضة أزياء سابقة، اشتهرت بسلسلة الأزياء البوليسية للمراهقين نموذج متخفي. سلسلتها الأخرى هي كتب نايجل هايد بارك وكتب المتمردين الملكيين. كعارضة أزياء، ظهرت على أغلفة مجلات مدام فيجارو وإيل وفوغ باترونز في التسعينيات. هي زوجة غوستاف، الأمير السابع من ساين-فيتغنشتاين-بيرلبورغ، مما يجعلها جزءًا من العائلة المالكة الدنماركية.

## نشأتها
ولدت كارينا أكسلسون في 5 أغسطس 1968، في شمال كاليفورنيا، الولايات المتحدة، لوالديها برتيل وأليسيا أكسلسون. لديها أخ إريك وأخت ليزلوت. كان والدها مهندسًا إلكترونيًا وُلد في السويد، وأمها مكسيكية. بعد نشأتها في كاليفورنيا، انتقلت أكسلسون إلى نيويورك لمتابعة مهنة عرض الأزياء.

## روابط خارجية
- الموقع الرسمي نسخة محفوظة 28 مايو 2022 على موقع واي باك مشين.
- Carina Axelsson at قاعدة بيانات الأفلام على الإنترنت